# Niccolò Piccinni
Niccolò Vito Piccinni, også  Piccini, egentlig Nicola Vincenzo Picci(n)ni (født 16. januar 1728 i Bari, død 7. maj 1800 i Passy ved Paris) var en italiensk klassicistisk komponist.
Piccinni var oprindelig ikke bestemt til musiker, men viste så ualmindelige anlæg, at han anbragtes i konservatoriet i Napoli, hvor Leonardo Leo og senere Durante var hans fornemste lærere. Da Piccinni havde forladt konservatoriet, skrev han en del komiske operaer, blandt hvilke særlig Cecchina (eller La buona figliuola) fastslog hans ry (Rom 1760); med eksempelløst held opførtes den alle vegne i Italien og mange steder uden for Piccinnis fødeland. Ved siden af disse komiske operaer frembragte Piccinni en række alvorlige operaer, der hverken historisk eller musikalsk besidder synderlig interesse. Piccinni forlod atter Rom, da publikum dér, hvis yndling han i mere end et årti havde været, senere foretrak Anfossi for ham, og Piccinni tog da syg og krænket ophold i Napoli, men lod også her med held nogle operaer opføre. (Hans produktion var overhovedet ualmindelig stor; der kendes over 130 operaer af ham). I 1776 kaldtes Piccinni til Paris — officielt af dronning Marie Antoinette for mod en betydelig årlig gage at komponere franske operaer for Académie de musique, i virkeligheden for at bruges mod Gluck af det italien-begejstrede parti, der tiltrængte en mand med Piccinnis navn og talent i kampen mod operareformatoren. Piccinnis godmodige, grundhæderlige, men noget ængstelige naturel egnede sig ingenlunde for den hidsige kamp, der i disse år førtes i Paris, og hvori intriger og chikaner spillede en stor rolle. Han tog da kun liden personlig del i den. Med ikke ringe besvær komponerede han, trods sit fattige kendskab til fransk sprog og prosodi, musik til den Quinaultske tekst Roland og fik operaen opført med stort held. På det tragiske og stærkt dramatiske felt besad Piccinni imidlertid langtfra Glucks kraft, marv og lidenskab; derimod stod kan højt som opera-buffa-komponist og vandt i en årrække parisernes beundring ved (med et italiensk operaselskab) at opføre flere af sine ældre og nyere arbejder i denne genre. Endnu en gang kappedes Piccinni med Gluck, idet de begge komponerede Iphigénie en Tauride; Glucks opera opførtes først — Piccinnis (1781) modtogs kun kølig. Senere hen opstod en ny medbejler til Piccinnis ry: Sacchini, og Piccinnis operaer aftog efterhånden i værd og interesse. Revolutionens udbrud bestemte ham da til at forlade Paris (hvor han var bleven professor ved École royale de chant et de déclamation). Resten af sit liv tilbragte Piccinni under ret triste og fattige forhold, først i Napoli, hvor han endnu skrev et par operaer, dernæst (fra 1798) atter i Paris, hvor han opnåede en beskeden stilling ved det nyoprettede konservatorium. Piccinni har opnået mest navnkundighed ved den rolle, som hans navn spillede i den Gluck-Picciniske strid, men indtager i øvrigt en fremskudt plads blandt de ældre italienske operakomponister, og hans talent var navnlig betydeligt på den komiske operas område, hvor hans La buona figliula er typisk for den rørende borgerlige komedie sat i musik; en fortsættelse deraf fremkom i Paris som La buona figliula maritata. Piccinni udvidede bland andet Buffooperaens finaler (der oprindelig indførtes af Logroscino) til en række skiftende scener og blev den, der fastslog den finaleform, som alverden nu kender fra Mozarts mesterværker (Figaros bryllup, Don Juan).